# 柏原會
柏原會（柏原會）位於北海道本部的設置，日本的黑社會指定暴力團之一 六代目山口組旗下的3次團體。隸屬上部團體為 三代目誠友會。

## 下部團體（山口組的4次團體）
- 米村組
- 清水組
- 菊川組
- 大泉組
- 林總業
- 森川組
- 三島組